# Ron Freeman
Ronald John "Ron" Freeman, III (Elizabeth, 12 de junho de 1947) é um ex-velocista e campeão olímpico norte-americano.
Em 1968, nos Jogos Olímpicos da Cidade do México, conquistou a medalha de ouro no revezamento 4x400 m, ao lado de Lee Evans, Vincent Mathews e Larry James, que quebrou o recorde mundial da prova, em 2min56s1. Esta marca só batida em Barcelona 1992, por outro revezamento norte-americano, sendo a mais duradoura marca destes Jogos. Ganhou também a medalha de bronze nos 400 m, uma prova com o pódio dominado apenas por atletas norte-americanos e onde o recorde mundial também foi quebrado pelo vencedor, Lee Evans.